# Джонсон-Вілледж (Колорадо)
Джонсон-Вілледж (англ. Johnson Village) — переписна місцевість (CDP) в США, в окрузі Чаффі штату Колорадо. Населення — 299 осіб (2020).

## Географія
Джонсон-Вілледж розташований за координатами 38°48′43″ пн. ш. 106°6′26″ зх. д. / 38.81194° пн. ш. 106.10722° зх. д. (38.811894, -106.107112).  За даними Бюро перепису населення США в 2010 році переписна місцевість мала площу 0,77 км², уся площа — суходіл.

## Демографія
Згідно з переписом 2010 року, у переписній місцевості мешкало 246 осіб у 100 домогосподарствах у складі 69 родин. Густота населення становила 318 осіб/км².  Було 124 помешкання (160/км²).
Расовий склад населення:
| - 89,4 % — білих - 0,8 % — азіатів - 0,4 % — корінних американців - 0,4 % — чорних або афроамериканців - 4,9 % — осіб інших рас |

До двох чи більше рас належало 4,1 %. Частка іспаномовних становила 12,2 % від усіх жителів.
За віковим діапазоном населення розподілялося таким чином: 18,3 % — особи молодші 18 років, 57,3 % — особи у віці 18—64 років, 24,4 % — особи у віці 65 років та старші. Медіана віку мешканця становила 50,7 року. На 100 осіб жіночої статі у переписній місцевості припадало 101,6 чоловіків;  на 100 жінок у віці від 18 років та старших — 101,0 чоловіків також старших 18 років.
За межею бідності перебувало 53,6 % осіб, у тому числі 91,5 % дітей у віці до 18 років та 25,0 % осіб у віці 65 років та старших.
Цивільне працевлаштоване населення становило 114 особи. Основні галузі зайнятості: роздрібна торгівля — 63,2 %, оптова торгівля — 10,5 %, виробництво — 7,0 %, публічна адміністрація — 6,1 %.